# Knattleikr
Le knattleikr est un ancien sport de balle joué par les vikings en Islande. Les règles exactes sont aujourd'hui peu connues mais quelques éléments permettent d'en voir les apparences.
Il s'agissait d'un sport collectif où s'affrontaient deux équipes, chacune dotée d'un capitaine. Chaque joueur était muni d'un bâton qui lui servait à frapper dans un ballon. L'utilisation des mains et le contact étaient autorisés. Les parties pouvaient durer toute une journée, enfin il existait des tirs au but et des bancs de pénalité.
La surface du terrain était tracée et se pratiquait sur une surface de glace. Par conséquent, les vikings utilisaient parfois du goudron sous la semelle de leurs bottes pour plus d'adhérence.

## Le Knattleikr aujourd'hui

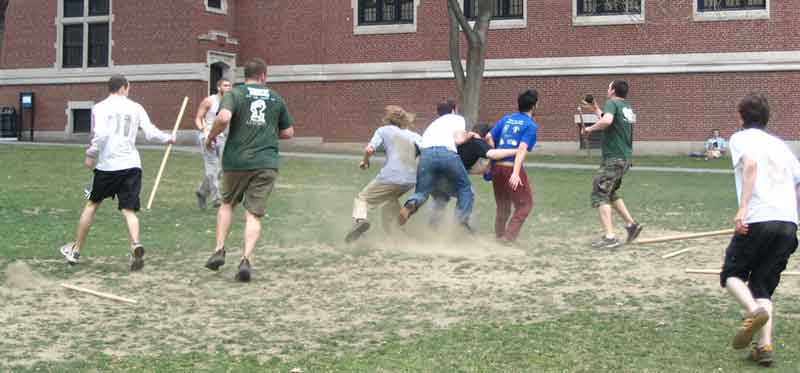
Partie de Knattleikr

De nos jours, le knattleikr est imité lors des expositions médiévales, et est aussi pratiqué dans certains collèges (aux États-Unis par exemple) où les joueurs sont souvent appelés à modérer leur degré de violence.
Le jeu est à nouveau joué en Normandie, régulièrement depuis 2007, avec des règles établies, évitant toute violence mais avec possibilités de contacts. Il se joue avec la paume et non pas un bout de bois afin d'éviter tout accident.